# SBIRS-GEO 3
SBIRS-GEO 3 – amerykański satelita wojskowy wczesnego ostrzegania, część segmentu geostacjonarnego systemu SBIRS. Wystrzelony 21 stycznia 2017 z wyrzutni SLC-41 na przylądku Canaveral przy użyciu rakiety Atlas V.
SBIRS to jeden z systemów obronnych Stanów Zjednoczonych. Nowy system ma zastąpić używany od lat siedemdziesiątych system DSP (Defense Support Program).
Głównym zadaniem satelity będzie wykrywanie startów pocisków balistycznych, a także obserwacja innych zdarzeń w paśmie podczerwieni, np. wybuchów jądrowych, lotów samolotów, obiektów wchodzących w atmosferę Ziemi oraz startów rakiet i pożarów lasów.
Obecnie (2017) na orbicie znajdują się trzy satelity systemu, pokrywające wszystkie długości geograficzne. Pod koniec roku 2017 planowane jest wysłanie kolejnego satelity. Wówczas system będzie w pełni funkcjonalny.